# Praxithea morvanae
Praxithea morvanae là một loài bọ cánh cứng trong họ Cerambycidae.